# 梅本茂夫
梅本 茂夫（うめもと しげお、1942年〈昭和17年〉1月31日 - 2015年〈平成27年〉11月8日）は、日本の実業家。元富士紡ホールディングス代表取締役社長。アンジャッシュの渡部建は甥にあたる。

## 人物・経歴
千葉県出身。梅本正倫・とねの三男として生まれる。1965年九州大学経済学部卒業、富士紡績入社。1996年富士紡績取締役製品事業部長兼フジボウアパレル代表取締役社長。2000年富士紡績常務取締役。2001年から富士紡績代表取締役社長を務め、商品開発などを進めた。2005年に持株会社化し富士紡ホールディングス代表取締役社長。2015年肺がんで死去。